# Рани радови
Рани радови је југословенски играни филм из 1969. године. Режирао га је Желимир Жилник који је са Бранком Вучићевићем написао и сценарио. Припада остварењима црног таласа.

## Забрана
Филм је од стране цензуре одобрен за јавно приказивање 8. марта 1969, а под оптужбом „узнемиравања југословенске јавности“ био на судском процесу који је почео 23. јуна 1969.
Филм је првобитно забрањен а тек 1982. одобрен за јавно приказивање.

## Награде
- Златни медвед, Берлински међународни филмски фестивал (1969)

## Радња
Рани радови на алегоричан начин излажу причу младих учесника студентских демонстрација, јуна 1968. у Београду: три младића и девојка Југослава, супротстављају се малограђанској рутини свакодневнице. У жељи да „промене свет“, надахнути текстовима младог Карла Маркса, одлазе у села и фабрике, да „пробуде свест“ људи, да их охрабре у борби за еманципацију и достојанствен живот. У том боравку и раду на терену се суочавају са примитивизмом и бедом али и са сопственим ограничењима, слабостима, немоћи, љубомором. Бивају и хапшени. Фрустрирани што је планирана револуција неостварена, три младића одлучују да елиминишу Југославу, свједока њихове неспособности. Пуцају у њу, прекривају је партијском заставом, пале њено тијело, те од намјераване акције остаје таман стуб дима који се диже у небо.
Порука на крају филма гласи: 
| „                    | Они који револуцију изведу тек до пола, само копају себи гроб. | ” |
| — Антоан де Сен-Жист |                                                                |   |

## Улоге
| Глумац             | Улога     |
| ------------------ | --------- |
| Миља Вујановић     | Југослава |
| Богдан Тирнанић    |           |
| Чедомир Радовић    |           |
| Марко Николић      |           |
| Слободан Алигрудић |           |
| Желимира Жујовић   |           |

## Културно добро
Југословенска кинотека је, у складу са својим овлашћењима на основу Закона о културним добрима, 28. децембра 2016. године прогласила сто српских играних филмова (1911-1999) за културно добро од великог значаја. На тој листи се налази и филм "Рани радови".